# Wał Mużakowski
Wał Mużakowski (niem. Muskauer Hügel) (317.46) – mezoregion fizycznogeograficzny w Niemczech i zachodniej Polsce. Jest to niewielki region naturalny, stanowiący jedyną po wschodniej stronie Nysy Łużyckiej część Wzniesień Łużyckich. Zajmuje powierzchnię 80 km².
Stanowi zespół wzgórz morenowych rozciętych doliną Nysy Łużyckiej.
Główne miasta: Mużaków i Łęknica.